# 27282 Deborahday
27282 Deborahday è un asteroide della fascia principale. Scoperto nel 2000, presenta un'orbita caratterizzata da un semiasse maggiore pari a 2,2830713 UA e da un'eccentricità di 0,1416491, inclinata di 4,77921° rispetto all'eclittica.